# سارة سانسونيتي
سارة سانسونيتي ولدت سنة 2 اوت 2001 و هي لاعبة كرة قدم أسترالية تلعب مع فريق كولينجوود في دوري كرة القدم الأمريكية للسيدات لقد لعبت سابقًا مع فريق ريتشموند .